# マリエン橋

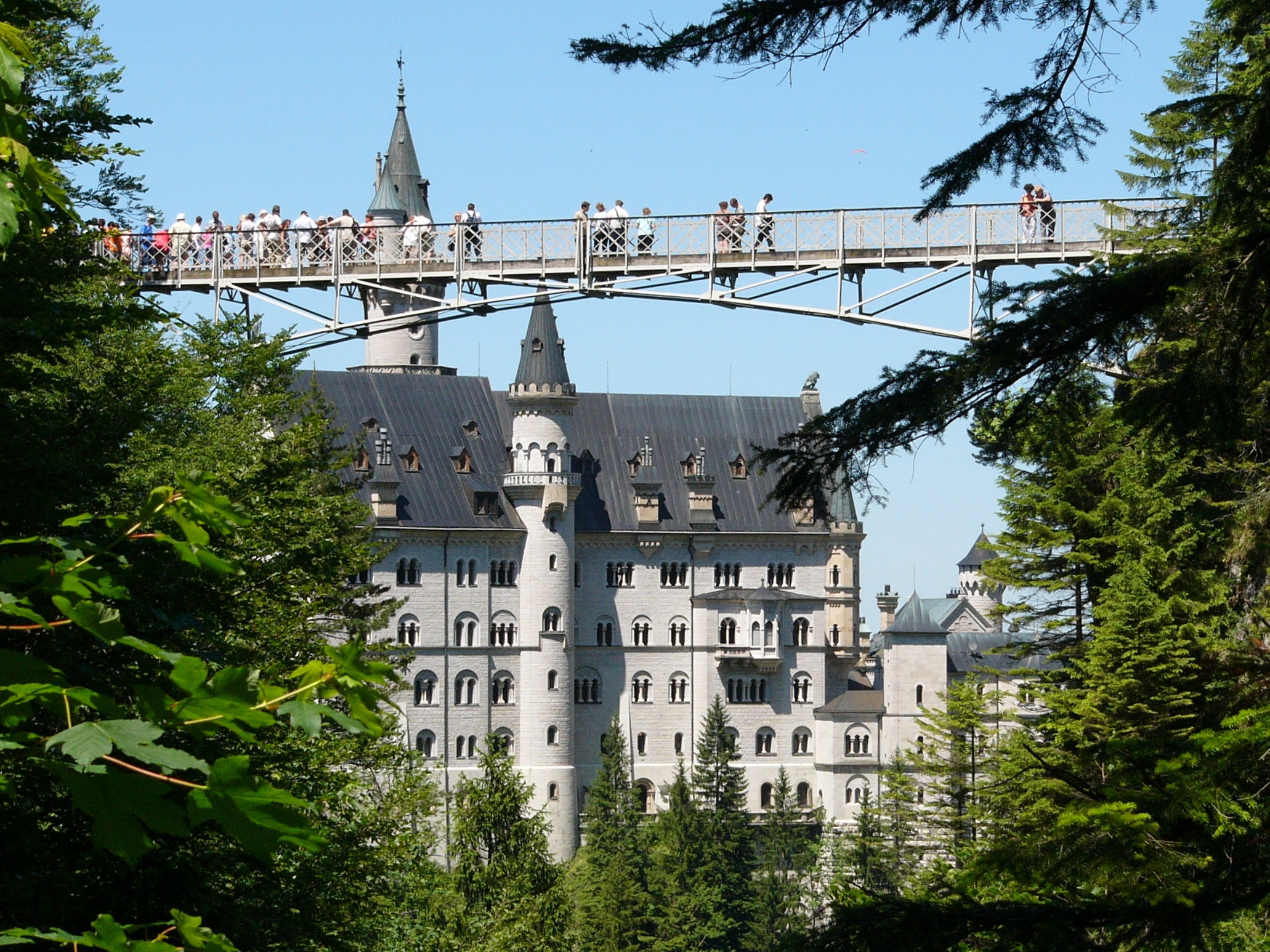
マリエン橋とノイシュヴァンシュタイン城

マリエン橋（マリエンばし、標準ドイツ語: Marienbrücke）は、ドイツ・バイエルン州アマガウにあるペッラート峡谷に架けられた橋。ペッラート橋（Pöllatbrücke）とも呼ばれる。ノイシュヴァンシュタイン城裏手の城が良く見える位置に架かっているため、ベスト・ビューポイントのひとつとして知られる。マリエン橋の名はルートヴィヒ2世の母である マリー・フォン・プロイセンにちなむ。
バイエルン王マクシミリアン2世の命により、1845年にペッラート渓流に木製の橋が渡されたが、これは何年か後には新しく架け直さねばならない造りものだった。のちの1866年にルートヴィヒ2世の命により、王室建設長官ゲルバー（（独）Heinrich Gottfried Gerber）の指揮のもとで現在のMAN社の前身企業によって、現在のような鉄橋が架けられた。この橋の建設に用いられた技術―滝上90メートルの高さに、両岸の岩場へ吊桁を直接渡すというもの―は、当時の橋梁建設としては画期的なものであった。橋は1984年に修復され、吊桁部分が取り替えられたが、橋面は建設当時のままである。
座標: 北緯47度33分17.78秒 東経10度44分57.93秒 / 北緯47.5549389度 東経10.7494250度